# Turpilia rostrata
Turpilia rostrata är en insektsart som först beskrevs av Rehn, J.A.G. och Morgan Hebard 1905.  Turpilia rostrata ingår i släktet Turpilia och familjen vårtbitare. Inga underarter finns listade i Catalogue of Life.